# Boris Czetwieruchin
Boris Michajłowicz Czetwieruchin, ros. Борис Михайлович Четверухин (ur. 17 marca 1880, zm. 2 kwietnia 1967 w Sztokholmie) – rosyjski wojskowy marynarki wojennej (kapitan 2 rangi), współpracownik brytyjskich, fińskich i szwedzkich służb specjalnych, emigracyjny działacz wojskowy, ochotnik armii fińskiej podczas wojny zimowej.
Ukończył morski korpus kadetów. W 1902 r. został awansowany do stopnia miczmana. Pływał na Bałtyku na niszczycielu obrony brzegowej „Nie troń mienia”. W 1904 r. ukończył oficerski kurs artyleryjski. Służył na niszczycielu „Impierator Nikołaj I”. Pod koniec maja 1905 r., w wyniku klęski pod Cuszimą, dostał się do niewoli japońskiej. Po wypuszczeniu na wolność skierowano go do Głównego Zarządu Hydrograficznego. W 1908 r. brał udział w ekspedycji hydrograficznej na Bałtyku. Od pocz. lutego 1913 r. wchodził w skład Korpusu Hydrografów. Awansowano go na sztabskapitana. Brał udział w I wojnie światowej. W poł. sierpnia 1914 r. objął dowództwo trałowca „Komieta”. Pod koniec 1914 r. został dowódcą 3 Oddziału 1 Morskiej Partii Trałowania. Pod koniec maja 1915 r. odznaczono go Orderem Św. Anny 3 klasy, zaś na pocz. września tego roku Orderem Św. Jerzego 4 klasy. W poł. lipca 1916 r. awansował na kapitana 2 rangi. W 1917 r. uczestniczył w obronie Wysp Moonsundzkich. Podjął współpracę z wywiadem brytyjskim. Latem 1918 r. został aresztowany przez Niemców. Jesienią 1918 r. udało mu się zbiec na kutrze do Finlandii. Od 1919 r. był dyrektorem technicznym w jednej z firm w Helsinkach. W 1924 r. został jej właścicielem. W 1928 r. stanął na czele Stowarzyszenia Samopomocy Oficerów Morskich w Finlandii, zaś w listopadzie 1929 r. helsińskiego oddziału Związku Wojenno-Morskiego. Jednocześnie współpracował z fińskim i szwedzkim wywiadem. Po ataku Armii Czerwonej na Finlandię jesienią 1939 r., przedstawił feldmarsz. Carlowi Gustafowi Mannerheimowi propozycję zorganizowania z terytorium Estonii działań propagandowo-wywiadowczych. Po odrzuceniu tej oferty wstąpił do armii fińskiej. W 1941 r. jego wydania zażądali Niemcy, zaś w 1944 r. Sowieci. W tym drugim przypadku przedostał się do Szwecji. Zamieszkał w Sztokholmie.